# Saint Christopher-Nevis-Anguilla
Saint Christopher-Nevis-Anguilla – dawne brytyjskie terytorium zamorskie na Karaibach.
Od 1958 kolonie Saint Christopher i Nevis oraz Anguilla weszły wspólnie w skład Federacji Indii Zachodnich. Po jej rozwiązaniu w 1962 Anguilla była nadal zarządzana przez Brytyjczyków razem z Saint Christopher i Nevis, co wywoływało niezadowolenie mieszkańców wyspy. 7 lutego 1967 kolonia otrzymała autonomię jako państwo stowarzyszone Saint Christopher-Nevis-Anguilla. W tym samym roku doszło do secesji Anguilli w wyniku przeprowadzonego referendum niepodległościowego. W 1969 roku, wskutek inwazji wojsk brytyjskich, kontrola Wielkiej Brytanii nad wyspą została przywrócona.
W 1980 władze brytyjskie zgodziły się na uczynienie z Anguilli osobnej kolonii. W 1983 Saint Christopher i Nevis uzyskało niepodległość. Anguilla pozostała terytorium zamorskim.

## Lista gubernatorów[4]
- 1956 – 1966 – Henry Howard
- 1966 – 1969 – Frederick Albert Phillips
- 1969 – 1975 – Milton Allen
- 1975 – 1981 – Probyn Inniss
- 1981 – 1983 – Clement Arrindell[5]